# وهب (السبرة)

تعديل مصدري - تعديل

وهب محلة تابعة لقرية سالفون، التابعة لعزلة عروان بمديرية السبرة إحدى مديريات محافظة إب في الجمهورية اليمنية.، بلغ تعداد سكانها 37 حسب تعداد اليمن لعام 2004.